# Cryptanura variegata
Cryptanura variegata là một loài tò vò trong họ Ichneumonidae.